# Matang Seupeng
Matang Seupeng is een bestuurslaag in het regentschap Aceh Timur van de provincie Atjeh, Indonesië. Matang Seupeng telt 497 inwoners (volkstelling 2010).